# Bertrichamps
Bertrichamps település Franciaországban, Meurthe-et-Moselle megyében. Lakosainak száma 1067 fő (2022. január 1.). Bertrichamps Raon-l’Étape, Baccarat, Lachapelle, Merviller, Neufmaisons, Thiaville-sur-Meurthe és Veney községekkel határos.

## Népesség
A település népességének változása:
| Lakosok száma | 831  | 1016 | 1062 | 1079 | 1081 | 1087 | 1094 | 1094 | 1086 | 1067 |
|               | 1968 | 1982 | 1999 | 2006 | 2011 | 2015 | 2017 | 2018 | 2020 | 2022 |